# Alberto Baeza
Alberto Baeza Mena (6 de desembre de 1938) és un exfutbolista mexicà.

## Selecció de Mèxic
Va formar part de l'equip mexicà a la Copa del Món de 1962.
Fou jugador a la North American Soccer League a San Diego Toros.